# Jorge VI do Reino Unido
Jorge VI (nascido Alberto Frederico Artur Jorge, em inglês: Albert Frederick Arthur George; Norfolk, 14 de dezembro de 1895 — Norfolk, 6 de fevereiro de 1952) foi Rei do Reino Unido e dos Domínios Britânicos de 1936 até sua morte em 1952, como também foi o último Imperador da Índia até agosto de 1947. Segundo filho de Jorge V, não era esperado que herdasse o trono, o que fez com que passasse parte de sua vida sob a sombra da popularidade de seu irmão mais velho, Eduardo. Serviu à marinha e à força aérea durante a Primeira Guerra Mundial, retomando seus compromissos públicos usuais após o término do conflito. Casou-se com Isabel Bowes-Lyon em 1923 e teve duas filhas: Isabel e Margarida.
Em 1936, com a morte de seu pai, seu irmão mais velho ascendeu ao trono como Eduardo VIII. No entanto, menos de um ano depois, o novo rei manifestou o interesse de casar-se com a socialite norte-americana Wallis Simpson, com quem já mantinha um relacionamento. Advertido pelo primeiro-ministro Stanley Baldwin de que razões políticas e religiosas impediam tal consórcio, Eduardo VIII decidiu abdicar em favor de Jorge, que se tornou o terceiro monarca da Casa de Windsor.
Durante o reinado de Jorge VI, acelerou-se o processo de desmembramento do Império Britânico e sua transição para a Comunidade de Nações. No dia de sua ascensão, o Oireachtas, parlamento do Estado Livre Irlandês, retirou a menção direta ao monarca de sua Constituição, declarando formalmente a república e deixando a Comunidade de Nações em 1949. Em 1939, o Império e a Comunidade de Nações, com exceção da Irlanda, declararam guerra à Alemanha Nazista. Nos dois anos seguintes, declarou-se guerra também à Itália e ao Japão. Embora o Reino Unido e seus aliados tenham saído vitoriosos do conflito, os Estados Unidos e a União Soviética elevaram-se como proeminentes potências mundiais, enquanto o Império Britânico declinava. Em junho de 1948, pouco menos de um ano após a independência da Índia e do Paquistão, Jorge abandonou o título de Imperador da Índia, mas manteve o status de rei de ambos os países (a Índia se tornaria uma república em 1950, como país-membro da Comunidade de Nações). Nessa época, o rei adotou o novo título de Chefe da Comunidade Britânica. Atormentado por problemas de saúde nos últimos anos de seu reinado, Jorge VI morreu em 1952, sendo sucedido por sua filha primogênita, Isabel II do Reino Unido.

## Biografia

### Infância e juventude

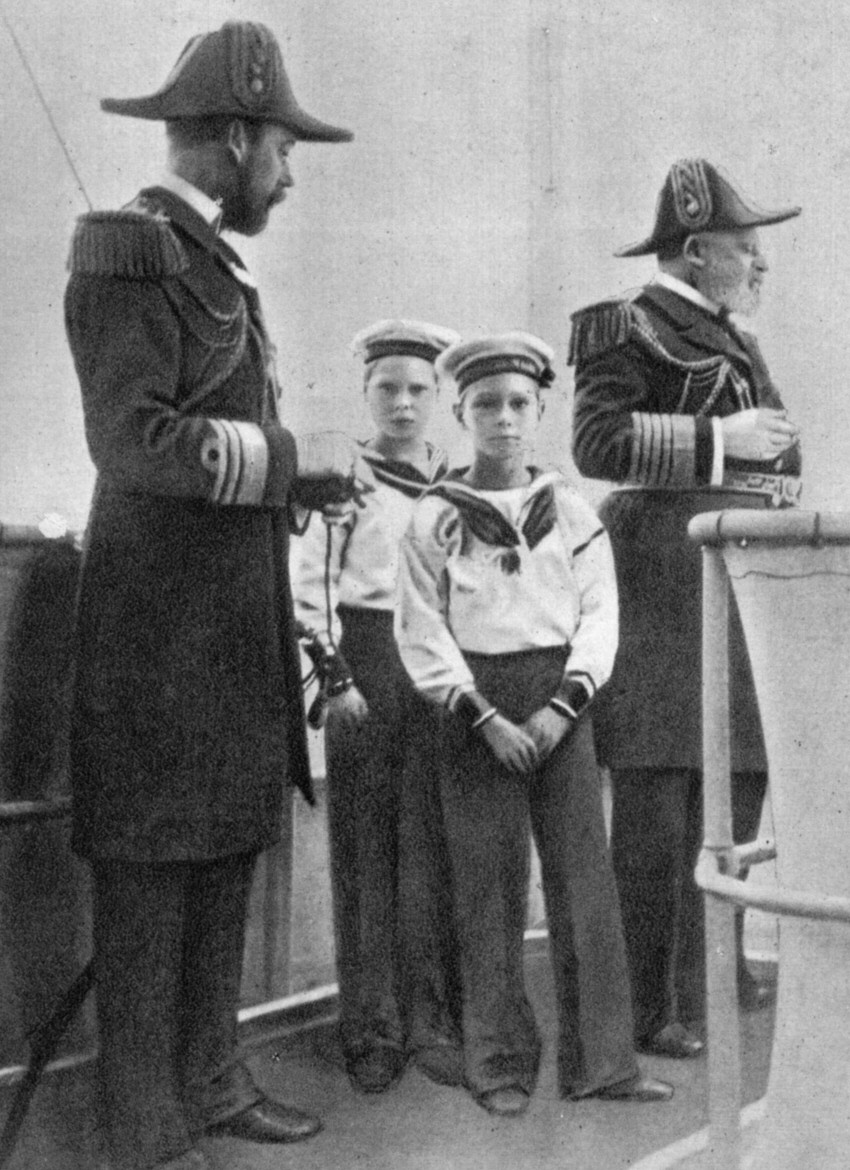
Quatro reis, em foto de 1908: Eduardo VII (extrema direita), seu filho, o futuro Jorge V (extrema esquerda), e seus netos, os futuros Eduardo VIII (ao fundo) e Jorge VI (à frente).

Jorge VI nasceu no York Cottage, em Sandringham House, durante o reinado de sua bisavó, a rainha Vitória. Seu pai era o príncipe Jorge, duque de Iorque (futuro Jorge V), segundo filho e herdeiro dos príncipes de Gales (futuros rei Eduardo VII e rainha Alexandra). Sua mãe era a duquesa de Iorque (futura rainha Maria), filha mais velha do duque e da duquesa de Teck.
Seu nascimento, em 14 de dezembro de 1895, ocorrera em pleno aniversário da morte de seu bisavô, o príncipe consorte Alberto. O príncipe de Gales escreveu ao filho informando que a rainha Vitória havia recebido "bastante angustiada" a notícia do nascimento. Dois dias depois, ele escreveu novamente: "Penso realmente que agradaria a ela se você se lhe propusesse o nome de Alberto". A rainha acalmou-se com a proposta de dar ao novo príncipe o nome de Alberto e escreveu à duquesa de Iorque: "Estou impaciente para vê-lo; nascido num dia tão triste, mas um pouco mais caro para mim, especialmente porque ele vai ser chamado por esse nome querido, que é sinônimo de tudo o que é grande e bom." Consequentemente, ele foi batizado três meses depois como "Alberto Frederico Artur Jorge", na Igreja de Santa Maria Madalena, próximo de Sandringham. Como bisneto da rainha Vitória, foi chamado formalmente de "Sua Alteza o Príncipe Alberto de Iorque" desde seu nascimento. Em família, entretanto, era chamado informalmente de "Bertie". Sua avó materna, a duquesa de Teck, não gostou do primeiro nome dado ao bebê e escreveu profeticamente que esperava que o último nome "pudesse suplantar aquele menos favorável". Alberto, como era conhecido, foi o quarto na linha de sucessão ao trono desde seu nascimento, atrás de seu avô, seu pai e seu irmão mais velho, Eduardo. Em 1898, a rainha Vitória emitiu cartas-patentes concedendo aos filhos do filho mais velho do príncipe de Gales o tratamento de "Alteza Real" e, aos dois anos de idade, Alberto tornou-se "Sua Alteza Real o Príncipe Alberto de Iorque".
Alberto sofria de problemas de saúde e foi descrito como "facilmente assustável e algo propenso às lágrimas". Seus pais, o duque e a duquesa de Iorque, geralmente não participavam da educação ou do aprendizado diários dos filhos, como era comum entre as famílias aristocráticas da época. Ele teve gagueira por muitos anos e foi forçado a escrever com a mão direita, embora fosse naturalmente canhoto. Alberto também sofria de problemas estomacais crônicos e de joelho valgo - que o obrigaram a usar dolorosas talas corretivas.
Quando seu avô tornou-se o rei Eduardo VII, em 1901, Alberto passou a ser o terceiro na linha sucessória.

### Educação e carreira militar
Em 1909, Alberto ingressou como cadete na Royal Naval College de Osborne. Em 1911, apesar de suas notas nos exames finais ficarem abaixo da média de sua turma, ele foi promovido para o Britannia Royal Naval College, em Dartmouth. Com a morte de Eduardo VII em 1910, o pai de Alberto assumiu o trono, como Jorge V, e seu irmão mais velho tornou-se príncipe de Gales, fazendo com que Alberto se tornasse o segundo na linha de sucessão ao trono.

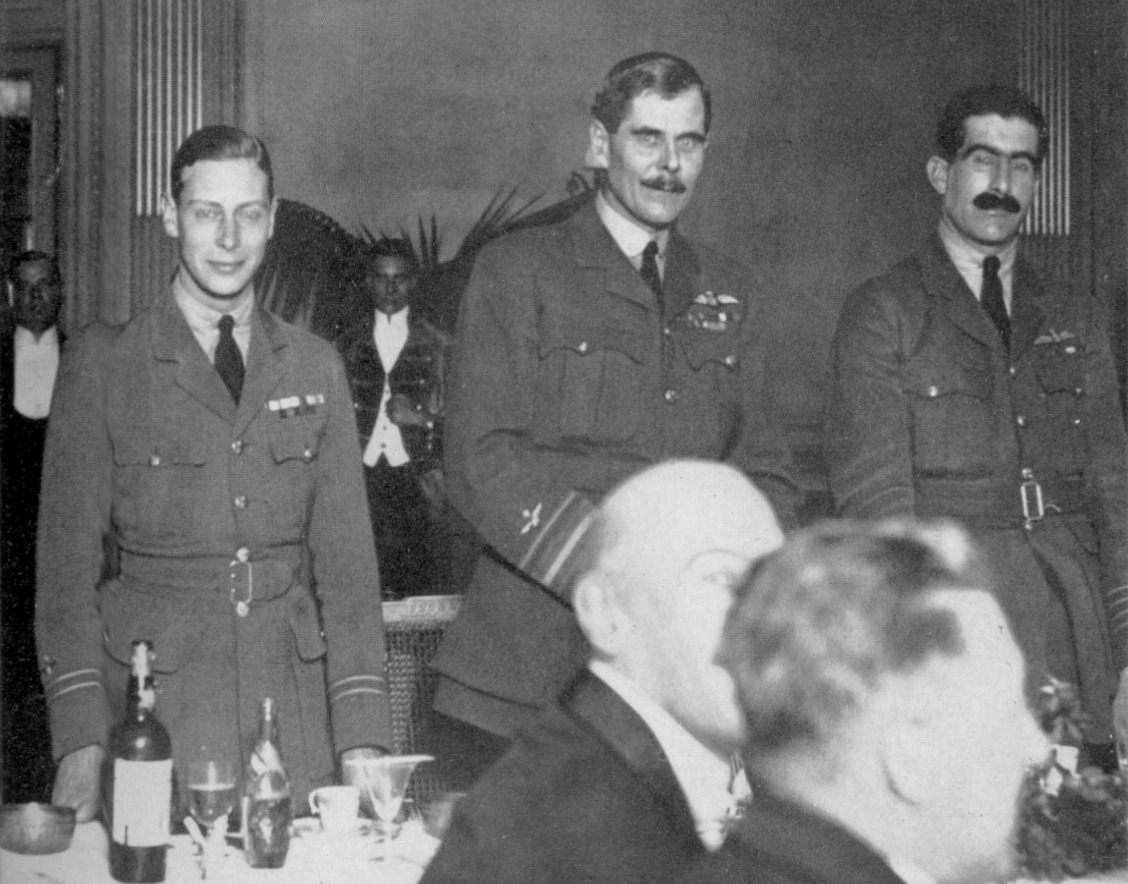
O príncipe Alberto em um jantar da RAF, com Hugh Trenchard (centro) e Christopher Courtney (à direita), em 1919.

Alberto passou os seis primeiros meses de 1913 em treinamento no navio HMS Cumberland, nas Índias Ocidentais e na costa leste do Canadá. Em 15 de setembro desse ano foi promovido a guarda-marinha e passou três meses no Mediterrâneo a bordo do HMS Collingwood, onde seus colegas deram-lhe o apelido de "Sr. Johnson". Um ano após essa missão, Alberto tomou parte da Primeira Guerra Mundial, sendo mencionado nos despachos por sua ação como oficial de torre a bordo do Collingwood durante a Batalha da Jutlândia (31 de maio a 1 junho de 1916), um embate de resultados incertos com a marinha alemã que constituiu a maior ação naval da guerra. Entretanto, devido a uma úlcera péptica – que o levaria a ser operado em novembro de 1917 –, ele não viu o avançar do combate. Em fevereiro de 1918, foi nomeado oficial encarregado pelos meninos no centro de treinamento do Royal Naval Air Service, em Cranwell. Dois meses depois, com a criação da Real Força Aérea e a consequente transferência da Royal Naval Air Force para seu controle, Alberto transferiu-se da marinha para a aeronáutica, sendo nomeado oficial comandante do Number 4 Squadron of the Boys' Wing, onde permaneceu até agosto de 1918. Ele foi o primeiro membro da família real a ser certificado como piloto totalmente qualificado. Nas últimas semanas da guerra, serviu na equipe da RAF junto à Independent Air Force, em sua sede em Nancy, França. Com a dissolução da Independent Air Force, em novembro de 1918, Alberto permaneceu no continente por dois meses, como oficial do estado-maior da Real Força Aérea, antes de retornar à Grã-Bretanha.
Em Outubro de 1919, Alberto foi para o Trinity College em Cambridge para estudar História, Economia e Educação Cívica por um ano. Em 4 de junho de 1920, foi nomeado duque de Iorque, conde de Inverness e barão de Killarney. Ele começou a assumir mais tarefas reais, representando seu pai em visitas a minas de carvão, fábricas e ferrovias. Tais visitas lhe renderam o apelido de "Príncipe Industrial". Sua gagueira e o constrangimento que ela lhe causava, aliada à sua tendência à timidez, fez com que ele parecesse muito menos impressionante que seu irmão mais velho. No entanto, ele era fisicamente ativo e gostava de jogar tênis. Alberto interessava-se pelas condições de trabalho da população e chegou a presidir a Industrial Welfare Society. A série de acampamentos de verão para meninos promovidos pelo príncipe entre 1921 e 1939, reuniu crianças de diferentes classes sociais.

### Casamento
Numa época em que era hábito membros da realeza desposarem seus pares, era incomum que Alberto tivesse tanta liberdade para escolher sua futura esposa. Na juventude, Alberto envolveu-se romanticamente com a socialite Sheila Chisholm, na altura já casada, e Poppy Baring, chegando a propor casamento a esta última, o que foi rechaçado pela rainha Maria que alegou má reputação da noiva. Em 1920, o príncipe reencontrou a jovem lady Isabel Bowes-Lyon (a quem não via desde a infância), filha mais nova do conde e da condessa de Strathmore e Kinghorne. Alberto estava determinado a desposá-la, mas a pretendente recusou duas vezes suas propostas (em 1921 e 1922) - alegadamente por sua relutância em submeter-se aos sacrifícios necessários para fazer parte da família real. Nas palavras da mãe de lady Isabel, a escolha do príncipe por sua filha faria dele alguém vitorioso ou arruinado. Após um longo namoro, Isabel aceitou seu pedido de casamento.
Eles se casaram em 26 de abril de 1923 na Abadia de Westminster. A recém-criada BBC desejava gravar e transmitir o evento pelo rádio, mas o capítulo da abadia vetou a ideia (embora o deão Herbert Edward Ryle fosse a favor). Após o casamento, lady Isabel foi nomeada "Sua Alteza Real a Duquesa de Iorque". A união de Alberto com uma plebeia britânica foi considerada um gesto de modernidade.
Entre dezembro de 1924 a abril de 1925, o duque e a duquesa visitaram o Quênia, Uganda e Sudão, viajando através do Canal de Suez e Áden. Durante a viagem, eles participaram do big game hunting.
Devido à sua gagueira, Alberto temia falar em público. Depois de seu discurso de encerramento na British Empire Exhibition em Wembley, em 31 de outubro de 1925 - um suplício para ele e seus ouvintes -, ele começou a tratar-se com Lionel Logue, um terapeuta da fala australiano. O duque e Logue faziam exercícios de respiração, que a duquesa praticava pacientemente com o marido. O treinamento permitiu que, posteriormente, ele fosse capaz de falar com menos hesitação. Mais desenvolto, o duque fez o discurso de abertura do parlamento de Canberra, durante uma excursão pelo Império em 1927. Sua viagem por mar para a Austrália, Nova Zelândia e Fiji levou-o à Jamaica, onde Alberto jogou uma partida de tênis em dupla com um homem negro - o que era incomum para a época e foi tomado localmente como uma demonstração de igualdade racial.
O duque e a duquesa de Iorque tiveram duas filhas: Isabel (chamada familiarmente de "Lilibet") e Margarida. A família vivia uma vida relativamente tranquila em sua residência londrina - no número 145 da avenida Piccadilly - e era descrita como unida e amorosa. Uma das poucas agitações que sofreram até então surgiu quando o primeiro-ministro canadense, Richard Bedford Bennett, sugeriu o nome do duque para governador-geral do Canadá em 1931, uma proposta que o rei Jorge V rejeitou a conselho de seus ministros.

## Reinado

### Rei relutante

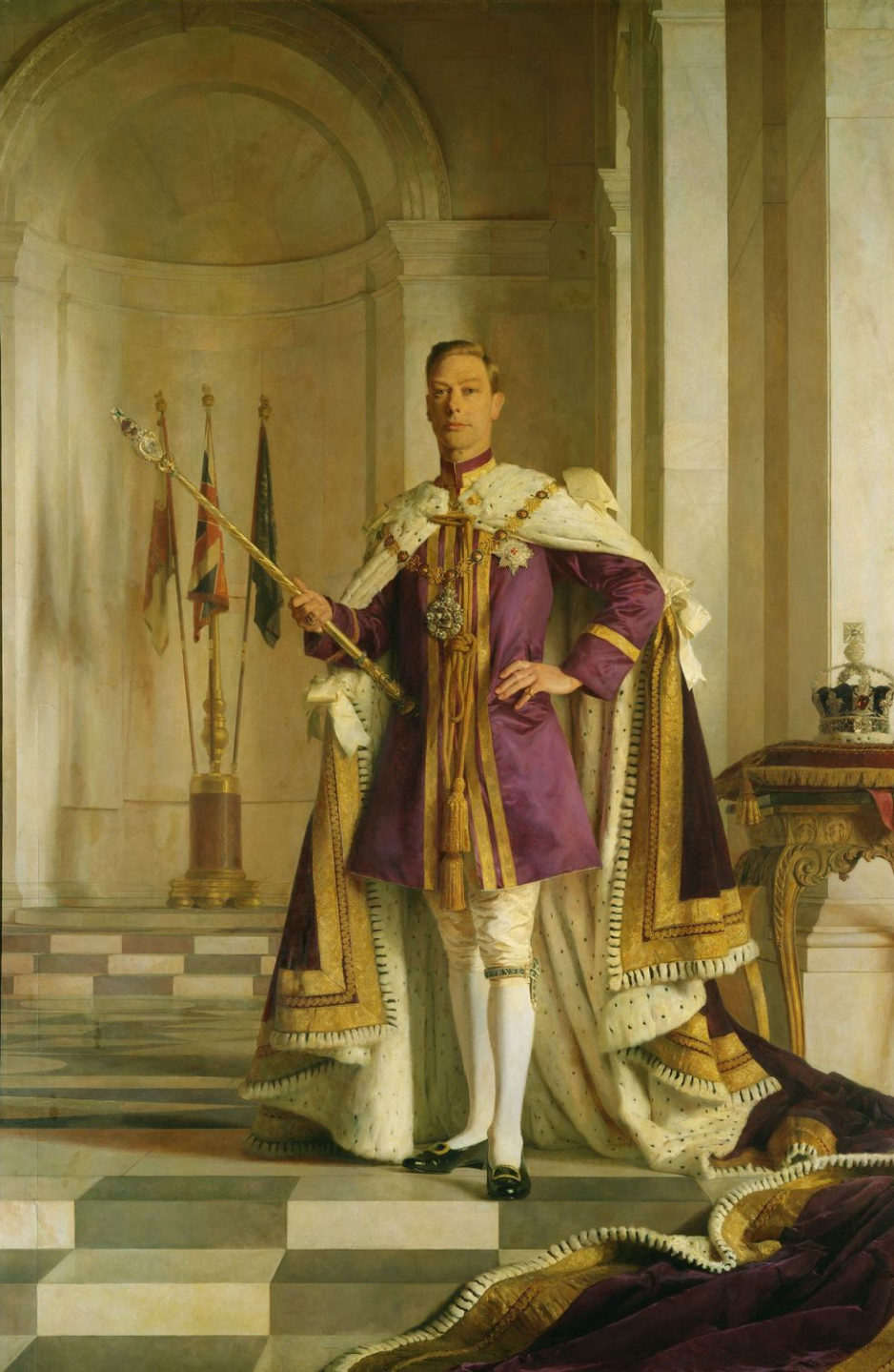
Pintura de sir Gerald Kelly retratando Jorge VI com o Cetro de Santo Eduardo (ornado pelo diamante Cullinan I, de 530 quilates) e a Coroa Imperial do Estado (à direita).

Jorge V tinha sérias reservas em relação ao príncipe Eduardo e chegou a declarar: "Peço a Deus que meu filho mais velho nunca se case e que nada fique entre Bertie e Lilibet e o trono". Com sua morte, em 20 de janeiro de 1936, o então príncipe de Gales ascendeu ao trono como Eduardo VIII. No Westminster Hall, durante a Vigília dos Príncipes, Alberto e seus três irmãos revezaram-se nas extremidades do catafalco onde o caixão fechado do pai foi depositado.
Como Eduardo era solteiro e não tinha filhos, Alberto tornou-se o herdeiro presuntivo do trono. Menos de um ano depois, em 11 de dezembro de 1936, o rei abdicou para se casar com sua amante, Wallis Simpson, uma americana que já havia se divorciado duas vezes. Eduardo havia sido advertido pelo primeiro-ministro britânico Stanley Baldwin que não poderia permanecer como rei casando-se com uma mulher divorciada com dois ex-maridos vivos. Ele, então, preferiu abdicar a abandonar seus planos de casamento. Assim Alberto tornou-se rei, uma posição que ele estava relutante em aceitar. Um dia antes da abdicação, ele foi a Londres para ver sua mãe, a rainha Maria, e escreveu em seu diário: "Quando contei a ela o que havia acontecido, eu me curvei e chorei como uma criança".
No dia da abdicação, o parlamento do Estado Livre Irlandês removeu qualquer menção direta ao monarca da constituição irlandesa. No dia seguinte, aprovou a Lei de Relações Externas, que previa que o monarca poderia agir como representante do Estado em assuntos externos. Esses dois atos tornaram o Estado Livre da Irlanda uma república, em essência, sem retirar as suas ligações com a Commonwealth.
O cortesão e jornalista Dermot Morrah alega que houve breve especulação quanto à conveniência de preterir Alberto (e suas filhas) e seu irmão, o príncipe Henrique, Duque de Gloucester, em favor do irmão mais novo, o príncipe Jorge, duque de Kent. Isso parece ter sido sugerido em virtude do príncipe Jorge ser, à época, o único irmão com um filho varão.

### Início do reinado

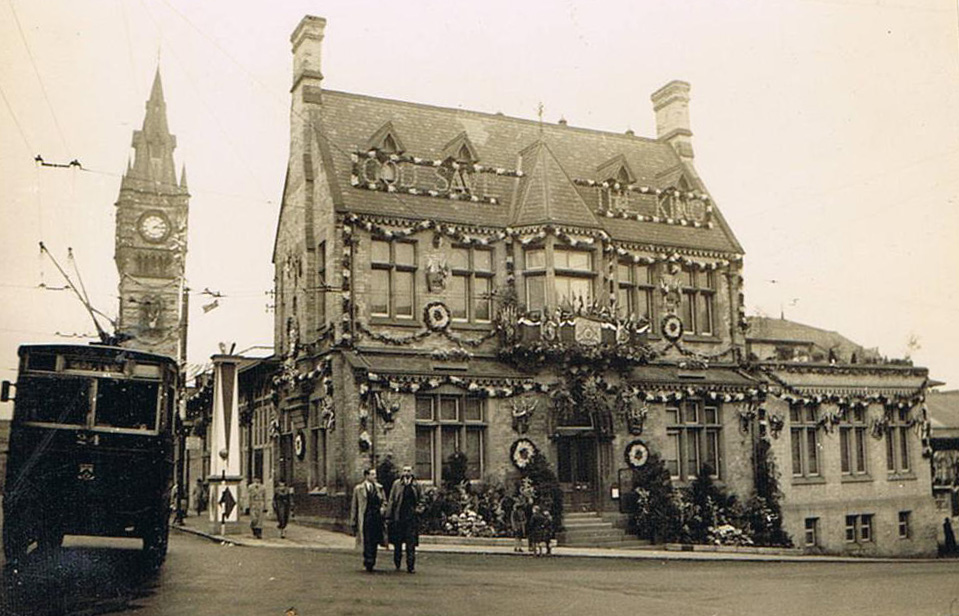
A Câmara Municipal de Darlington decorada para a Coroação de 1937.

Alberto assumiu o título de "Jorge VI", para enfatizar a continuidade do legado de seu pai e restaurar a confiança na monarquia. O início de seu reinado foi tomado por questões relativas ao seu antecessor e irmão, cujos títulos, tratamento e posição eram incertos. Na transmissão radiofônica da abdicação ele foi mencionado como "Sua Alteza Real o Príncipe Eduardo", mas Jorge VI entendia que, ao abdicar e renunciar à sucessão, Eduardo havia perdido o direito de portar títulos reais, incluindo o tratamento de "Alteza Real". Para solucionar o problema, seu primeiro ato como rei foi conferir a seu irmão o título e tratamento de "Sua Alteza Real o duque de Windsor", mas a carta-patente da criação do ducado impedia qualquer esposa ou filhos de carregar títulos e tratamentos reais. Jorge VI também foi forçado a comprar do irmão o castelo de Balmoral e Sandringham House, uma vez que eram propriedades privadas do ex-rei não passaram automaticamente para seu sucessor. Três dias após sua ascensão, em seu aniversário de 41 anos, ele investiu sua esposa, a nova rainha consorte, com a Ordem da Jarreteira.
A coroação de Jorge VI aconteceu em 12 de maio de 1937, data inicialmente prevista para a coroação de Eduardo. Rompendo com a tradição, a rainha-mãe participou da cerimônia, numa demonstração de apoio ao filho. Na Índia não houve o Delhi Durbar, como ocorrera na coroação de seu pai, pois o custo seria um fardo para o governo local. O crescente nacionalismo indiano faria, na melhor das hipóteses, com que as boas-vindas ao casal real fosse silenciada. Além disso, uma ausência prolongada do rei teria sido indesejável no tenso período pré-Segunda Guerra Mundial. Foram realizadas duas viagens ao exterior, para a França e para a América do Norte, onde Jorge VI conseguiu a promessa de grandes vantagens estratégicas em caso de guerra.
A crescente possibilidade de guerra na Europa dominou o início do reinado de Jorge VI. O rei estava constitucionalmente obrigado a apoiar a política de apaziguamento do primeiro-ministro Neville Chamberlain para com Hitler. Quando o rei e a rainha cumprimentaram Chamberlain em seu retorno após a negociação do Acordo de Munique (1938), eles o convidaram a aparecer na sacada do Palácio de Buckingham. Esta associação pública da monarquia com um político era algo excepcional, visto que as aparições na sacada eram tradicionalmente restritas à família real. Embora fosse amplamente popular entre o público geral, a política de Chamberlain para com Hitler foi objeto de alguma oposição na Câmara dos Comuns, o que levou o historiador John Grigg a descrever o comportamento do rei em associar-se de forma tão destacada a um político como "o ato mais inconstitucional tomado por um soberano britânico neste século".

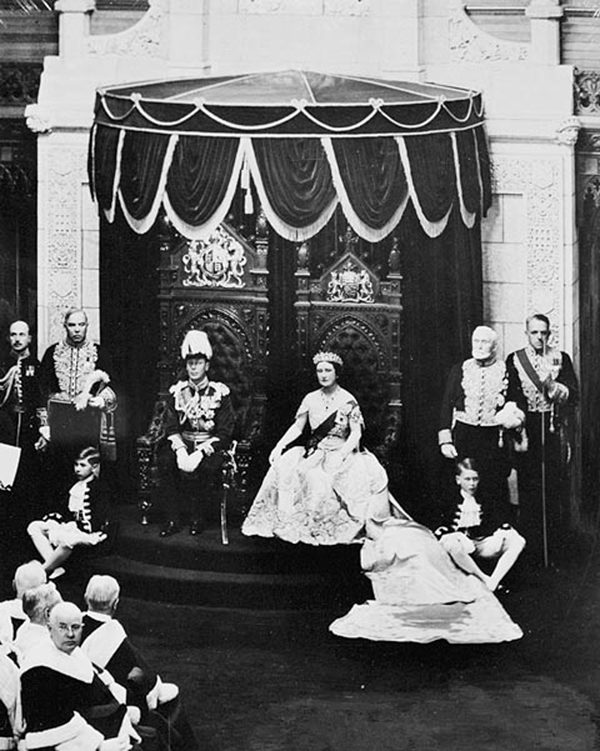
Jorge VI dá o Consentimento Real às leis no Senado do Canadá, em 19 de maio de 1939. À direita, a rainha Isabel.

Em maio e junho de 1939, o rei e a rainha visitaram o Canadá e os Estados Unidos. Desde Ottawa, o casal real foi acompanhado pelo primeiro-ministro canadense William Lyon Mackenzie King, a se apresentar na América do Norte como o rei e a rainha do Canadá. Jorge foi o primeiro monarca reinante do Canadá a visitar a América do Norte, embora ele já tivesse visitado o país anteriormente, como príncipe Alberto e como duque de Iorque. Tanto o governador-geral do Canadá, lord Tweedsmuir quanto Mackenzie King esperavam que a presença do rei no Canadá ilustrasse os princípios do Estatuto de Westminster de 1931, que deu plena autonomia de governo aos domínios britânicos e reconheceu cada um deles como tendo uma coroa separada. Assim, em sua residência canadense, a Rideau Hall, Jorge VI aceitou e aprovou pessoalmente as credenciais do recém-nomeado embaixador dos Estados Unidos para o Canadá, Daniel Calhoun Roper. O historiador real oficial da viagem, Gustave Lanctot, declarou: "Quando Suas Majestades adentraram sua residência canadense, o Estatuto de Westminster assumiu plena realidade: o Rei do Canadá havia voltado para casa."
Toda a viagem foi fruto de uma medida destinada a amenizar as fortes tendências isolacionistas da opinião pública norte-americana em relação às tensões em desenvolvimento na Europa. Embora o objetivo da visita fosse sobretudo político – para reforçar o apoio do Atlântico ao Reino Unido em qualquer guerra futura –, o rei e a rainha foram recebidos com entusiasmo pelo público. O temor de que Jorge fosse comparado desfavoravelmente com seu antecessor, Eduardo VIII, foi dissipado. Eles visitaram a Feira Mundial de Nova Iorque e estiveram com o presidente Roosevelt na Casa Branca e em sua propriedade privada em Hyde Park, Nova Iorque. Um forte laço de amizade foi forjado entre o casal real e o presidente durante a turnê, que teve grande importância nas relações entre os Estados Unidos e o Reino Unido durante os anos de guerra que se seguiram.

### Segunda Guerra Mundial
Em setembro de 1939, a Grã-Bretanha e os Domínios autônomos, com exceção do Estado Livre Irlandês, declararam guerra à Alemanha nazista. Jorge VI e sua esposa resolveram ficar em Londres, apesar dos bombardeios alemães. Eles permaneceram oficialmente Palácio de Buckingham durante toda a guerra, embora geralmente passassem as noites no Castelo de Windsor. O primeiro ataque alemão a Londres, em 7 de setembro de 1940, matou cerca de mil civis, a maioria na área do East End. Em 13 de setembro o rei e a rainha escaparam da morte, quando duas bombas alemãs explodiram num pátio no Palácio de Buckingham enquanto eles estavam lá. Desafiando o inimigo, a rainha fez uma declaração que ficou famosa: "Estou feliz por termos sido bombardeados. Faz-me sentir que podemos olhar o East End na cara". A família real foi vista como aquela que partilhava dos mesmos perigos e privações que o resto do país. Eles foram submetidos a racionamentos e restrições e mesmo a primeira-dama dos Estados Unidos, Eleanor Roosevelt, quando esteve hospedada no palácio, comentou sobre a comida racionada, a água limitada para o banho e a falta de aquecimento nos aposentos. Em agosto de 1942, o irmão do rei, o príncipe Jorge, foi morto em uma missão da RAF.

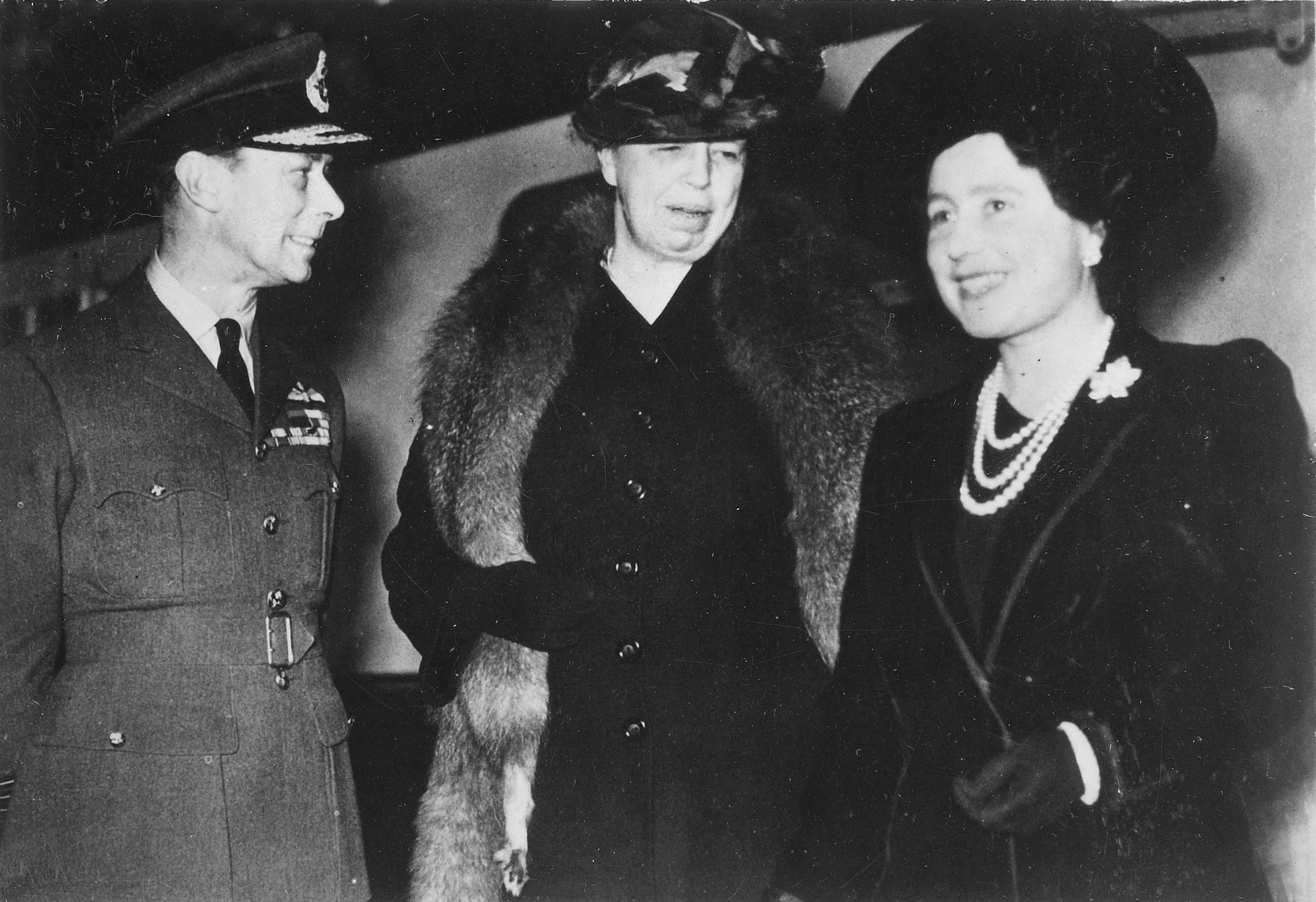
Eleanor Roosevelt, primeira-dama dos Estados Unidos, com Jorge VI e a rainha Isabel.

Em 1940, Winston Churchill substituiu Neville Chamberlain como primeiro-ministro, embora a preferência de Jorge fosse por nomear lord Halifax. Após o desânimo inicial do rei com a nomeação de lord Beaverbrook para o gabinete de Churchill, pode-se dizer que entre ele e o primeiro-ministro desenvolveu-se "a mais próxima relação pessoal entre um monarca e um primeiro-ministro na história moderna britânica". A partir de 1940 e durante quatro anos e meio, todas as terças-feiras os dois se reuniam para almoçar e discutir a guerra em segredo e com franqueza.
Durante a guerra, o casal real viajou por toda a Grã-Bretanha, visitando locais bombardeados e fábricas de munição. O rei chegou mesmo a visitar diversas bases militares no exterior, como a França (em dezembro de 1939), Malta e o norte da África (em junho de 1943), a Normandia (em junho de 1944), o sul da Itália (em julho de 1944) e os Países Baixos (em outubro de 1944). Seu elevado perfil público e a determinação aparentemente incansável lhe garantiram a posição de símbolo da resistência nacional. Em 1945, durante as celebrações do Dia da Vitória na Europa a multidão postada diante do Palácio de Buckingham gritava "queremos o Rei!". Assim como fizera com Chamberlain, o rei convidou Churchill a aparecer com ele na sacada para a Aclamação real. Em janeiro de 1946, Jorge compareceu à primeira assembleia da Organização das Nações Unidas, realizada em Londres, e reafirmou "a nossa fé na igualdade de direitos entre homens e mulheres e entre as nações grandes e pequenas".

### Do Império àCommonwealth

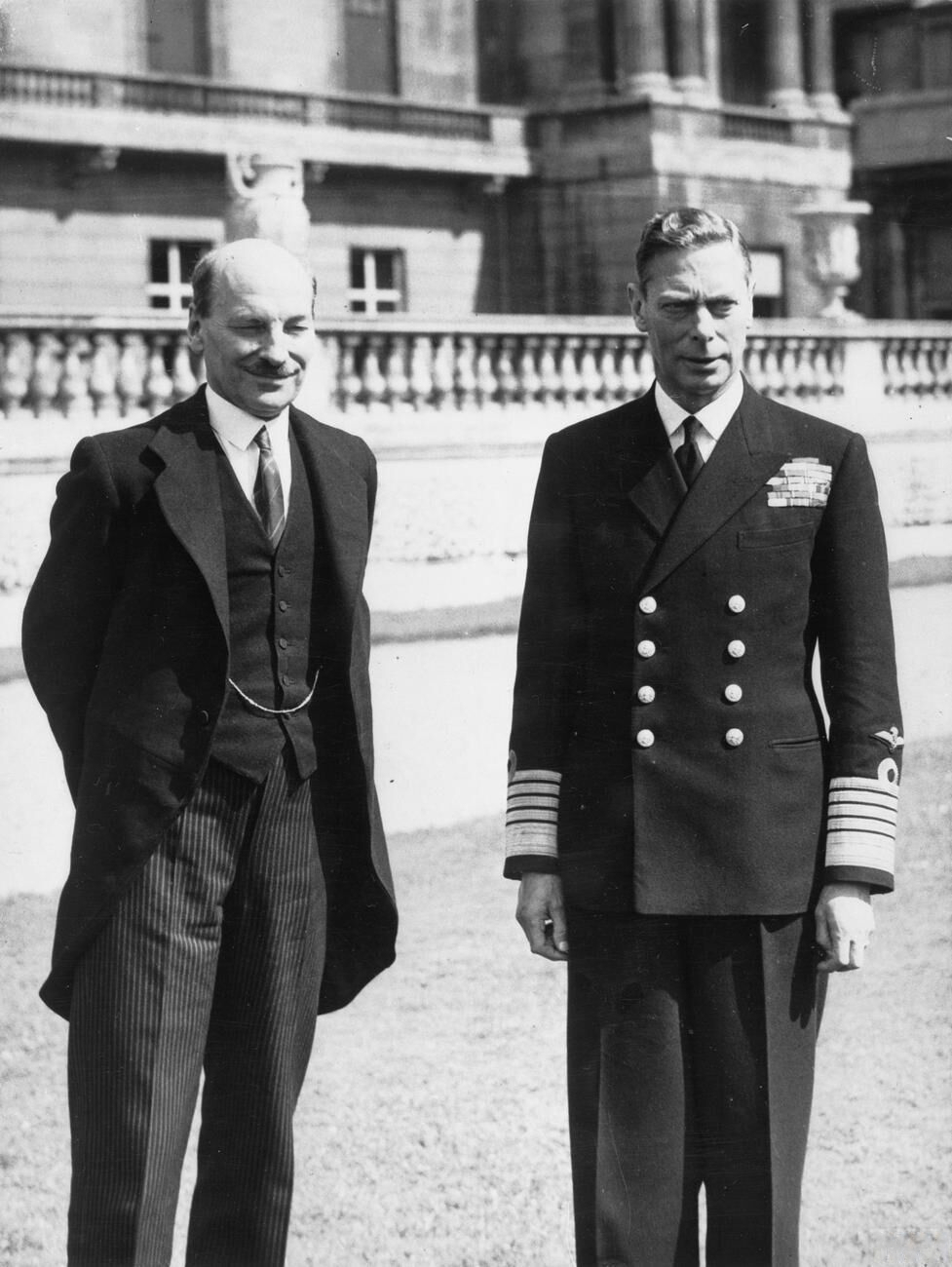
Jorge VI com o primeiro-ministro britânico Clement Attlee, em julho de 1945.

O reinado de Jorge VI acelerou a dissolução do Império Britânico. O Estatuto de Westminster de 1931, já havia reconhecido a evolução dos Domínios em diferentes Estados autônomos. O processo de transformação de um império em uma associação voluntária de Estados independentes, conhecida como Commonwealth, ganhou ritmo após a Segunda Guerra Mundial, especialmente durante o ministério de Clement Attlee. A Índia britânica foi dividida em dois domínios independentes (Índia e Paquistão) em 1947. Jorge abandonou o título de Imperador da Índia, substituindo-o pelos de "Rei da Índia" e "Rei do Paquistão". Em 1950, quando a Índia tornou-se uma república dentro da comunidade de nações, o título de rei foi abolido, mas o país reconheceu seu novo título de Chefe da Commonwealth - o título de rei do Paquistão seria mantido até sua morte. Outros países deixaram a Commonwealth, como a Birmânia, em janeiro de 1948, a Palestina (dividida entre Israel e os Estados Árabes), em maio de 1948, e a República da Irlanda, em 1949.
Em 1947, o rei e sua família visitaram a África Austral. O primeiro-ministro da União Sul-Africana, Jan Smuts, estava disputando uma eleição e esperava tirar vantagens políticas da visita real. Jorge ficou chocado com a instrução do governo sul-africano para apertar somente mãos de brancos, e referiu-se a seus guarda-costas sul-africanos como "Gestapo". Apesar da visita real, Smuts perdeu as eleições no ano seguinte e o novo governo instituiu uma rígida política de segregação racial.

## Doença e morte

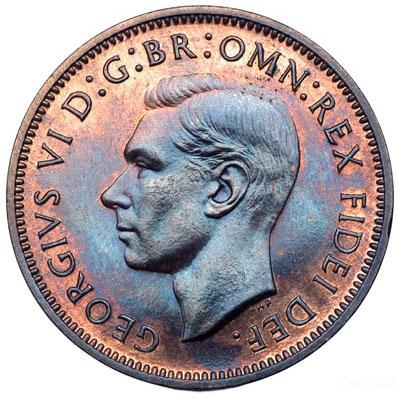
Farthing de Jorge VI.

O estresse da guerra acabou por afetar a saúde do rei, exacerbado pelo pesado tabagismo e o subsequente desenvolvimento de um câncer de pulmão, entre outras doenças, incluindo a aterosclerose. Com o agravamento de seu estado de saúde a princesa Isabel, sua herdeira presuntiva, passou a assumir mais deveres reais. Uma viagem planejada à Austrália e Nova Zelândia foi adiada após o rei sofrer uma oclusão arterial na perna direita - que o obrigou a passar por uma cirurgia em março de 1949, sendo reorganizada com a princesa Isabel e seu marido, o duque de Edimburgo, viajando no lugar do rei e da rainha. Jorge estava bem o suficiente para abrir o Festival of Britain em maio de 1951, mas a 23 de setembro ele teve que ser submetido a uma pneumonectomia, devido ao tumor maligno em seu pulmão esquerdo. Em novembro, na cerimônia de abertura do Parlamento, a fala do trono foi lida pelo lord chancellor Gavin Simonds. Sua mensagem de Natal de 1951 foi gravada em seções, posteriormente editadas.
Em 31 de janeiro de 1952, apesar do conselho de pessoas próximas, o rei foi ao aeroporto de Londres para despedir-se da princesa Isabel, que partia em viagem à Austrália via Quênia. Na manhã de 6 de fevereiro, Jorge VI foi encontrado morto em sua cama na Sandringham House, em Norfolk. Ele morreu de uma trombose coronariana durante o sono, aos 56 anos de idade. Do Quênia, sua filha voltou imediatamente à Grã-Bretanha, como a rainha Isabel II.
Em 9 de fevereiro seu caixão foi depositado na Igreja de Santa Maria Madalena, em Sandringham, sendo transportado dois dias depois para o Westminster Hall. As cerimônias fúnebres tiveram lugar na Capela de São Jorge, no Castelo de Windsor, no dia 15. Seu corpo foi inicialmente sepultado sob a Abóbada Real até ser transferida para a "Capela Memorial Rei Jorge VI", no interior da Capela de São Jorge, em 26 de março de 1969. Em 2002, os restos mortais de sua viúva, a rainha Isabel, e as cinzas de sua filha mais nova, a princesa Margarida, mortas naquele ano, foram sepultados ao seu lado.

## Legado

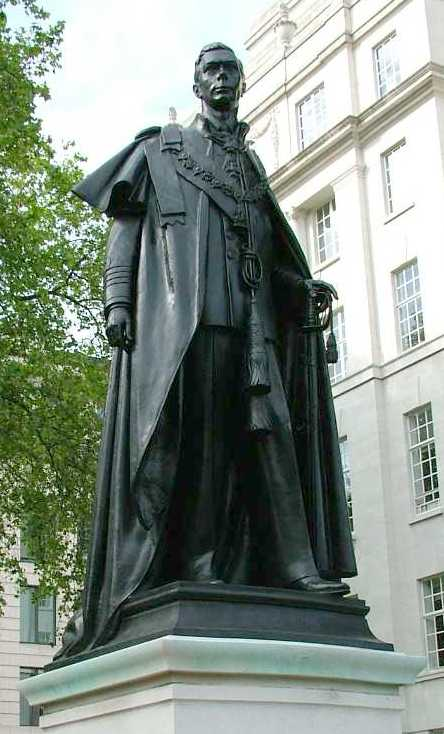
Estátua de Jorge VI no Carlton Gardens, em Londres.

Nas palavras do político trabalhista George Hardie, a crise de abdicação de 1936 fez "mais para o republicanismo do que cinquenta anos de propaganda". Jorge VI escreveu a seu irmão Eduardo que, na sequência da abdicação, ele relutantemente assumido "um trono de balanço", e tentou "torná-lo estável novamente". Ele tornou-se rei num ponto em que a fé pública na monarquia estava em baixa. Durante o seu reinado, seu povo sofreu as agruras da guerra e poder imperial foi corroído. No entanto, como um zeloso pai de família e demonstrando coragem pessoal, ele conseguiu restaurar a popularidade da monarquia.
A Cruz de Jorge e a Medalha de Jorge foram criadas por sugestão do rei durante a Segunda Guerra Mundial, para reconhecer atos de excepcional bravura civil. Ele concedeu a Cruz de Jorge à toda a "ilha fortaleza de Malta", em 1943. Em 1960 o governo francês concedeu-lhe postumamente a Ordre de la Libération, sendo a única pessoa (com exceção de Churchill) a receber a comenda após 1946.
Existem diversas denominações geográficas, estradas e instituições com o nome de Jorge VI, como o King George Hospital, em Londres, a King George VI Highway e a King George Station, em Surrey, o Canal Jorge VI, na Antártida e o King George VI Chase, uma corrida de cavalos no Reino Unido.
No cinema, Jorge VI foi retratado por, entre outros, Colin Firth, que ganhou um Oscar de melhor ator pelo papel no filme O Discurso do Rei, de 2010 (também vencedor do Oscar de melhor filme).

## Títulos, estilos e armas

### Títulos e estilos
- 14 de dezembro de 1895 – 28 de maio de 1898: Sua Alteza, o Príncipe Alberto de Iorque
- 28 de maio de 1898 – 22 de janeiro de 1901: Sua Alteza Real, o Príncipe Alberto de Iorque
- 22 de janeiro de 1901 – 9 de novembro de 1901: Sua Alteza Real, o Príncipe Alberto da Cornualha e Iorque [nota 7]
- 9 de novembro de 1901 – 6 de maio de 1910: Sua Alteza Real, o Príncipe Alberto de Gales
- 6 de maio de 1910 – 4 de junho de 1920: Sua Alteza Real, o Príncipe Alberto
- 4 de junho de 1920 – 11 de dezembro de 1936: Sua Alteza Real, o Duque de Iorque
- 11 de dezembro de 1936 – 6 de fevereiro de 1952: Sua Majestade, o Rei
  - Na Índia: 11 de dezembro de 1936 – 15 de agosto de 1947: Sua Majestade Imperial, o Rei-Imperador

Jorge ostentou uma série de títulos ao longo de sua vida, como bisneto, neto e filho de monarcas. Como soberano, ele foi referido, na maior parte das vezes, simplesmente como "O Rei" ou "Sua Majestade". Nessa posição, Jorge recebeu automaticamente o cargo de Comandante-em-Chefe no Canadá e no Reino Unido.

### Armas
Como duque de Iorque, Jorge portava as armas reais do Reino Unido, diferenciadas por um lambel de argent de três pés, sendo o ponto central com uma âncora azure - diferenciação anteriormente concedida a seu pai, Jorge V, quando ele foi duque de Iorque, e posteriormente concedido ao seu neto, André. Como rei, ele portava as armas reais sem diferenciação.
| Brasão de armas como Duque de Iorque. (1920-1936) | Brasão de armas como Rei do Reino Unido (exceto Escócia). (1936-1952) | Brasão de armas na Escócia. | Brasão de armas no Canadá. |

## Descendência
| Nome      | Foto | Nascimento           | Falecimento            | Notas                                                          |
| --------- | ---- | -------------------- | ---------------------- | -------------------------------------------------------------- |
| Isabel II |      | 21 de abril de 1926  | 8 de setembro de 2022  | Casada com Filipe de Grécia e Dinamarca, com descendência.     |
| Margarida |      | 21 de agosto de 1930 | 9 de fevereiro de 2002 | Casada com Antony Armstrong-Jones (d. 1978), com descendência. |

## Nota
- Este artigo foi inicialmente traduzido, total ou parcialmente, do artigo da Wikipédia em inglês cujo título é «George VI», especificamente desta versão.